# Beatrice Capra
Beatrice Capra (ur. 6 kwietnia 1992 w Baltimore) – amerykańska tenisistka.

## Kariera sportowa
W przeciągu kariery wygrała jeden singlowy i dwa deblowe turnieje rangi ITF. 20 września 2010 zajmowała najwyższe miejsce w rankingu singlowym WTA Tour – 201. pozycję, natomiast 4 lipca 2011 osiągnęła najwyższą lokatę w deblu – 402. miejsce.
Podczas US Open 2010, startując z dziką kartą, dotarła do trzeciej rundy, eliminując Karolinę Šprem i Aravane Rezaï. Swoją przygodę z turniejem zakończyła po porażce z Mariją Szarapową.

## Wygrane turnieje rangi ITF
| turnieje z pulą nagród 100 000 $ |
| turnieje z pulą nagród 75 000 $  |
| turnieje z pulą nagród 50 000 $  |
| turnieje z pulą nagród 25 000 $  |
| turnieje z pulą nagród 15 000 $  |
| turnieje z pulą nagród 10 000 $  |

### Gra pojedyncza
|    | Data       | Turniej      | Naw.    | Przeciwniczka  | Wynik    |
| 1. | 05/10/2009 | Williamsburg | Ceglana | Jana Koroliewa | 6:2, 6:1 |

### Gra podwójna
|    | Data       | Turniej   | Naw.   | Partnerka       | Przeciwniczki                  | Wynik          |
| 1. | 26/05/2008 | Sumter    | Twarda | Brooke Bolender | Anna Lubinsky Bo Verhulsdonk   | 2:6, 6:2, 10–6 |
| 2. | 06/10/2008 | Southlake | Twarda | Rebecca Marino  | Mary Gambale Elizabeth Lumpkin | 3:6, 6:4, 10–6 |